# Ianduba vatapa
Espèce
Ianduba vatapa est une espèce d'araignées aranéomorphes de la famille des Corinnidae.

## Distribution
Cette espèce est endémique de Bahia au Brésil,. Elle se rencontre vers Uruçuca.

## Description
Le mâle holotype mesure 5,45 mm et la femelle paratype 5,65 mm.

## Publication originale
- Bonaldo, 1997 : On the new Neotropical spider genus Ianduba (Araneae, Corinnidae). Iheringia (Zoologia), vol. 83, p. 165-180 (texte intégral).